# Seoska kupina
Seoska kupina (lat. Rubus ulmifolius) je poluzimzelena grmolika biljka iz roda kupina. Raste u Europi i sjevernoj Africi, a također je i alohtona vrsta na mnogim drugim područjima, nekad i kao korov. Raste na suhom, vapnenastom tlu.
Raste u obliku grma sa spojenim listovima. Cvjeta od svibnja do srpnja. Cvjetovi su obično bijele ili ružičaste boje. Plodovi u obliku bobica, sazrijevaju krajem ljeta ili početkom jeseni. Prelaze iz crvene u tamno plavu, gotovo crnu ili crno-ljubičastu boju, te su nešto manji nego kod obične kupine. 
Bobice ovog grma jako su ukusne, a mogu se jesti sirove, ili se od njih prave razne poslastice u obliku kolača, marmelade, sirupa i drugo. Čaj od listova ove vrste kupine jako je dobra zamjena za crni čaj.